# Антонов Олексій Геннадійович
Олексі́й Генна́дійович Анто́нов (нар. 8 травня 1986, Павлоград, Дніпропетровська область, Українська РСР, СРСР) — український футбольний тренер, колишній український футболіст, нападник, колишній гравець національної збірної України. Виступав складі таких українських футбольних клубів, як харківський «Металіст», луганська «Зоря», маріупольський «Іллічівець», дніпропетровський «Дніпро», криворізький «Кривбас» та одеський «Чорноморець».
Олексій долучався до виступів юнацьких збірних України U-17 та U-18, молодіжної збірної України, а також відіграв два матчі у складі національної збірної України проти національних збірних Швеції та Нігеру. За час своєї професіональної кар'єри футболіст у різні часи ставав двічі бронзовим призером вищої ліги чемпіонату України (у складі «Металіста» у сезонах 2006–2007 та 2009–2010 років), срібним призером Першості Футбольної Національної Ліги Росії (2006 року) та півфіналістом кубку України (у 2013–2014 роках у складі «Чорноморця»).

## Життєпис

### Клубна кар'єра

#### Перші роки
Олексій Геннадійович Антонов народився 8 травня 1986 року в українському місті Павлоград, Дніпропетровської області. Юнак був вихованцем Дніпропетровського училища фізичної культури, а також футбольних клубів «Дніпро» та «Металурга» з міста Запоріжжя. В дитячо-юнацькій футбольній лізі України Олексій виступав з 1999 року по 2003 рік постійно змінюючи команди училища та футбольних клубів. Свій останній матч у складі дитячої команди запорізького «Металурга» хлопець провів 3 липня 2003 року проти юнаків з футбольного клубу «Динамо», що з Києва, що закінчився з розгромним рахунком 1:6 на користь киян. Однак, ще до закінчення виступів на юнацькому рівні почав долучатися до матчів фарм-клубу складу «Дніпра» — «Дніпро-2». Так 23 квітня 2003 року юнак вперше вийшов на поле у матчі проти футбольного клубу «Явір», що його дніпряни програли з рахунком 2:0. Олексій того дня відіграв 90 хвилини, але не забив м'яч.
Усього за другий склад дніпропетровців зіграв два сезони, провів 24 матчі та забив 8 м'ячів. Влітку 2004 року як вільний агент перейшов до краснодарської «Кубані», у складі «козаків» потім виступав до 2007 року, провівши за цей час 5 матчів і забивши 1 гол за основний склад в чемпіонаті і 2 матчів в розіграшах Кубка Росії. Крім цього, у 2004 році зіграв 9 матчів і забив 2 м'ячі за дублювальний склад «Кубані» в турнірі дублерів РФПЛ.

#### «Металіст» та «Іллічівець»
У березні 2007 року був відданий в оренду до кінця сезону з правом викупу харківському «Металісту», який по завершенні сезону, влітку 2007 року, футбольний клуб скористався цим правом і уклав з Олексієм повноцінний контракт на 3 роки. У складі «Металіста» став бронзовим призером чемпіонату України сезону 2006—2007 років. На початку 2008 року був відданий в оренду луганській «Зорі». У серпні 2008 року отримав серйозну травму — розрив зв'язок, через що вибув із строю на пів року. Усього за харів'ян Антонов зіграв у трьох сезонах: 33 матчі та забив 7 голів у чемпіонаті, два матчі у кубку, декілька матчів за дублювальний склад та один матч у Кубку УЄФА проти англійського «Евертону». Цей матч став дебютом Олексія у єврокубкових змаганнях, тодішній тренер «Металіста», Мирон Маркевич, випустив Олексія в надії посилення атакувальних дій команди, але через 19 хвилин, після видалення захисника жовто-синіх, Антонов було замінено на Хішама Махдуфі.
Після повернення з оренди в «Металіст» у 2009 році в Олексія завершився термін контракту, після чого він отримав статус вільного агента. У міжсезонній перерві Антонов приєднався на зборах до київського «Арсеналу». Тодішній головний тренер «канонірів», Юрій Бакалов, бажав бачити футболіста у складі свого клубу. Однак до столичного клубу у той саме час на правах оренди перейшли футболісти, що до того перебували у дніпропетровському «Дніпрі», зокрема, хорват Младен Бартулович та росіянин Сергій Самодін. Через що Антонов був вимушений шукати інший клуб.

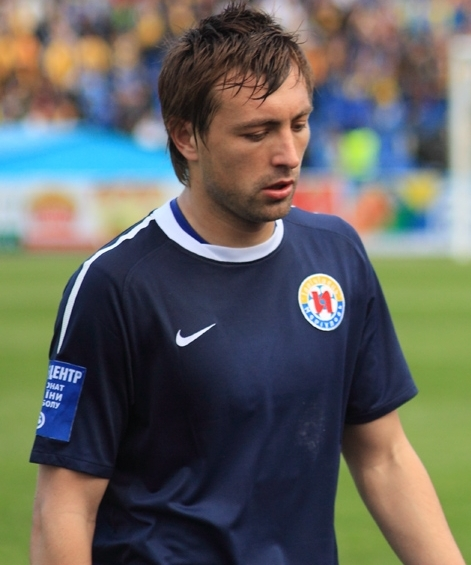
У складі «Іллічівця»

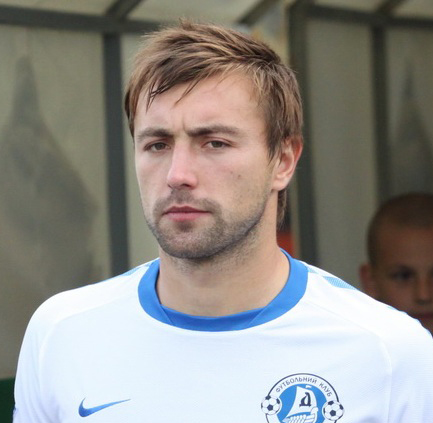
У складі «Дніпра»

Згодом футболістом зацікавився головний тренер іншої команди Прем'єр-ліги, маріупольського «Іллічівця», Ілля Близнюк. На той час літнє трансферне вікно вже добігало кінця, тому футболіст підписав контракт із цією командою задля ігрової практики. У клубі Олексій отримав 69-й номер. На той час у складі «Іллічівця» грало декілька колишніх партнерів Олексія. Зокрема, Костянтин Ярошенко, який грав разом із ним в юнацькій збірній та «молодіжці», Артем Путівцев, що грав у «Металісті» разом із Антоновим, а також Іван Кривошеєнко. Свій перший офіційний матч у складі «азовців» Олексій провів 9 липня 2010 року проти донецького «Металурга». Антонов вийшов на поле у стартовому складі і вже на 56-й хвилині віддав результативну передачу на Ігоря Тищенка, що забив гол. Матч закінчився з нічийним рахунком 1:1. Свій перший гол футболіст забив вже у наступному матчі, 17 липня, проти полтавської «Ворскли». На 22-й хвилині з подачі Сергія Яворського Олексій забив м'яча у ворота Сергія Долганського. Того дня «іллічі» виграли у полтавської команди з рахунком 3:1. Наприкінці 2010 року, 26 листопада, головним тренером «Іллічівця» було призначено Валерія Яремченка, що до того головував тренерський штаб молодіжної команди донецького «Шахтаря». Разом із ним до команди потрапило багацько вихованців донецької команди, що не мали ігрової практики в основному складі «гірників». У клубі футболіст провів увесь сезон 2010–2011 років, відігравши 23 гри у чемпіонаті та 1 у кубку, забивши 10 голів за майже повний сезон. Але дограти повністю хоча б один рік за маріупольців не вдалося через травму. 26 березня 2011 року головний тренер команди, Валерій Яремченко, повідомив, що Антонов пошкодив меніск і не зможе продовжити грати до кінця сезону. Планувалося провести футболісту операцію у Німеччині, однак, додаткове обстеження в одній із тамтешніх клінік показало, що операція зайва, тому Антонов пройшов десятиденний реабілітаційний курс, а повернувшись у Маріуполь, почав займатися по індивідуальній програмі. Уперше після травми Олексій повернувся на поле тільки наприкінці сезону, 8 травня, у день свого 25-річчя. У матчі 27-го туру чемпіонату із сімферопольською «Таврією» Антонов відзначився дублем у ворота кримської команди. Того дня маріупольська команда, після 7-матчевої серії без перемог, виграла з рахунком 5:1. Після завершення сезону Антонов посів місце в десятці серед найуспішніших бомбардирів дивізіону. Однак, серед одноклубників, поступився Костянтину Ярошенку, який того року забив стільки, скільки й Олексій, але окрім того забив два пенальті.

#### «Дніпро» та «Кривбас»
23 травня 2011 року Антонов перейшов до дніпропетровського «Дніпра». Уже в першому матчі 11 липня за нову команду Олексій відзначився дублем у ворота київського «Арсеналу», але «каноніри» вибороли нічию з рахунком 3:3. 15 липня, у другому турі проти криворізького «Кривбаса» Антонов знову забив два м'ячі. Усього Олексій провів 10 матчів за дніпрян, але більше не забивав.
4 березня 2012 року Олексія було віддано в оренду криворізькому «Кривбасу». Таким чином Антонов став чи не результативнішим бомбардиром команди. Але наприкінці сезону 2012—2013 років у клубі почалися проблеми з фінансуванням, через що команда не змогла узяти участі в матчі 30-го туру з луцькою «Волинню», тому криворіжцям було зараховано технічну поразку 0:3 на користь «хрестоносців». Згодом футбольний клуб «Кривбас» було об'явлено банкрутом. У криворізькому клубі Олексій провів усього 31 матчі, 24 з яких у сезоні 2012—2013 років, та забив 12 голів, 9 із яких забив тоді ж. За даними компанії Instat Football, що займається статистичними даними у футбольних чемпіонатах Європи, Олексій в останньому сезоні у клубі 68 разів бив у сторону воріт, 25 із цих ударів були у створ воріт, себто 37 %. За показниками точності футболіст посів сьоме місце у Вищому дивізіоні, поступившись таким футболістам, як Мхітарян («Шахтар» Донецьк), Шав'єр («Металіст» Харків), Ярмоленко («Динамо» Київ), Ідеє («Динамо» Київ), Назаренко («Таврія» Сімферополь) та Бікфалві («Волинь»). Також Олексій посів сьоме місце серед усіх футболістів Прем'єр-ліги, на яких більше за все фолили. Зокрема, на Антонові було зроблено 65 фолів за увесь сезон.

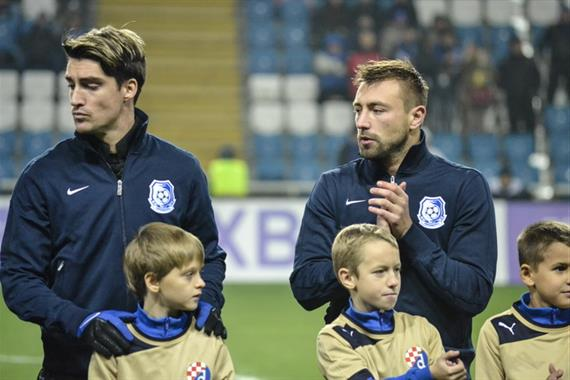
Олексій у складі «Чорноморця» та його одноклубник Сіто Рієра, перед матчем із загребським «Динамо»

#### «Чорноморець»
Після повернення Олексія до «Дніпра» в літньому міжсезонні для дніпропетровського клубу постало питання, куди віддавати нападника. 22 червня у СМІ було оголошено, що Антонова було віддано в оренду до львівських «Карпат», але, за словами самого Олексія Антонова, була також пропозиція від київського «Арсенала», на яку гравець погодився і провів із клубом три дні на тренувальному зборі у Словенії. Але зіграти у складі «канонірів» в офіційних матчах Антонов так і не встиг, адже клуб «Дніпро» вирішив віддати нападника в одеський «Чорноморець». Однорічний контракт на оренду з правом викупу було підписано 1 липня 2013 року, при чому за домовленістю між клубами з Одеси до Дніпропетровська поїхав Сергій Політило. До того ж ідея про перехід Олексія до «моряків» обговорювалась два роки, але тільки після третього разу переговорів удалося знайти консенсус між представниками клубів. Разом із Антоновим до «Чорноморця» з «Кривбасу» потрапили Рінар Валєєв, Володимир Прийомов та росіянин Сергій Самодін.

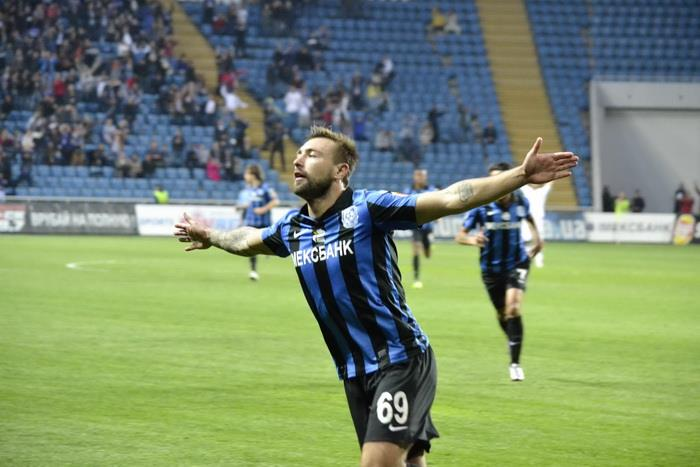
Футболіст святкує гол, забитий у ворота київського «Динамо»

На той час команду «моряків» очолював Роман Григорчук, що кілька років тому повернув клуб до Вищого дивізіону, а восени домігся разом із командою виступів на міжнародному рівні в рамках Ліги Європи 2013—2014 років. У новому клубі футболіст дебютував у матчі за суперкубок України проти донецького «Шахтаря», де новий нападник відзначився голом у ворота одного з найтитулованіших клубів та чинного чемпіона України (3:1 на користь «гірників»). У наступних іграх сезону Олексій, який грав під 69-м номером у команді, також проявив себе, як бомбардир, якого не вистачало клубу. Після завершення року сайт championat.com вніс Антонова у символічну збірну першої половини сезону української Прем'єр-ліги, зокрема, і через те, що футболіст став найкращим бомбардиром клубу того сезону. А газета «Команда» включила Антонова у список 33-х найкращих українських футболістів. Серед інших нападників перше місце зайняли Марко Девич та Роман Зозуля, друге — Роман Безус та Євген Селезньов, а третє — Андрій Воронін та саме Антонов. Після завершення сезону команда вийшла в півфінал кубку України, де програла київському «Динамо», а в чемпіонаті посіла п'яте місце, що дозволило їй узяти участь у Лізі Європи 2014—2015 років, стартуючи з третього кваліфікаційного раунду, окрім того Олексій став найкращим бомбардиром клубу з 15-ма голами за рік.

#### «Актобе»
На початку літа 2014 року український нападник підписав контракт із казахстанським футбольним клубом «Актобе» з однойменного міста, який був розрахований на два з половиною роки. За словами Олексія, казахстанський футбольний клуб пропонував йому перейти ще взимку, але тільки під літо спромоглися дати конкретну пропозицію. Майже водночас до цього казахстанського клубу перейшов іще один колишній гравець «Чорноморця» та партнер Антонова Андерсон Сантана.

#### «Габала»
Сезон 2015/16 провів у складі азербайджанської «Габали».

#### Статистика виступів
| Клуб | Ліга              | Сезон             | Чемпіонат | Чемпіонат | Чемпіонат | Кубок | Кубок | Кубок | Єврокубки | Єврокубки | Єврокубки | Інші змагання | Інші змагання | Інші змагання | Інші змагання | Усього | Усього | Усього |
| Клуб | Ліга              | Сезон             | Ігри      | Голи      | ГП        | Ігри  | Голи  | ГП    | Ігри      | Голи      | ГП        | Назва         | Ігри          | Голи          | ГП            | Ігри   | Голи   | ГП     |
| --- | ----------------- | ----------------- | --------- | --------- | --------- | ----- | ----- | ----- | --------- | --------- | --------- | ------------- | ------------- | ------------- | ------------- | ------ | ------ | ------ |
| «Актобе» | ПЛ                | 2014              | 10        | 3         | 0         | 1     | 2     | 0     | 1         | 0         | 0         | —             | —             | —             | —             | 12     | 5      | 0      |
| «Актобе» | Усього            | Усього            | 10        | 3         | 0         | 1     | 2     | 0     | 1         | 0         | 0         |               | —             | —             | —             | 12     | 5      | 0      |
| «Чорноморець» О | ПЛ                | 13-14             | 26        | 10        | 3         | 2     | 0     | 0     | 14        | 4         | 1         | СУ            | 1             | 1             | 0             | 43     | 15     | 4      |
| «Чорноморець» О | Усього            | Усього            | 26        | 10        | 3         | 2     | 0     | 0     | 14        | 4         | 1         |               | 1             | 1             | 0             | 43     | 15     | 4      |
| «Кривбас» | ПЛ                | 12-13             | 24        | 9         | 3         | 1     | 0     | 0     | —         | —         | —         | ПД            | 1             | 1             | ?             | 26     | 10     | 3      |
| «Кривбас» | ПЛ                | 11-12             | 7         | 3         | 0         | 0     | 0     | 0     | —         | —         | —         | МП            | 2             | 1             | ?             | 9      | 4      | 0      |
| «Кривбас» | Усього            | Усього            | 31        | 12        | 3         | 1     | 0     | 0     | —         | —         | —         |               | 3             | 2             | ?             | 35     | 14     | 3      |
| «Дніпро» Д | ПЛ                | 11-12             | 10        | 4         | 1         | 0     | 0     | 0     | 1         | 0         | 0         | ПД            | 2             | 4             | ?             | 12     | 8      | 1      |
| «Дніпро» Д | Усього            | Усього            | 10        | 4         | 1         | 0     | 0     | 0     | 1         | 0         | 0         |               | 2             | 4             | ?             | 12     | 8      | 1      |
| «Іллічівець» | ПЛ                | 10-11             | 23        | 10        | 1         | 1     | 0     | 0     | —         | —         | —         | —             | —             | —             | —             | 24     | 10     | 1      |
| «Іллічівець» | Усього            | Усього            | 23        | 10        | 1         | 1     | 0     | 0     | —         | —         | —         |               | —             | —             | —             | 24     | 10     | 1      |
| «Металіст» Х | ПЛ                | 09-10             | 7         | 1         | 0         | 0     | 0     | 0     | —         | —         | —         | ПД            | 4             | 0             | ?             | 11     | 1      | ?      |
| «Металіст» Х | ВЛ                | 07-08             | 18        | 2         | 1         | 0     | 0     | 0     | 1         | 0         | 0         | ПД            | 6             | 3             | ?             | 25     | 5      | 1      |
| «Металіст» Х | ВЛ                | 06-07             | 8         | 4         | 0         | 2     | 0     | 0     | —         | —         | —         | ПД            | 2             | 2             | ?             | 12     | 6      | ?      |
| «Металіст» Х | Усього            | Усього            | 33        | 7         | 1         | 2     | 0     | 0     | 1         | 0         | 0         |               | 12            | 5             | ?             | 48     | 12     | 1      |
| «Зоря» Л | ПЛ                | 09-10             | 15        | 0         | 1         | 1     | 0     | 0     | —         | —         | —         | —             | —             | —             | —             | 16     | 0      | 1      |
| «Зоря» Л | ПЛ                | 08-09             | 13        | 3         | 1         | 0     | 0     | 0     | —         | —         | —         | ПД            | 1             | 1             | ?             | 14     | 4      | 1      |
| «Зоря» Л | ВЛ                | 07-08             | 9         | 1         | 1         | 0     | 0     | 0     | —         | —         | —         | —             | —             | —             | —             | 9      | 1      | 1      |
| «Зоря» Л | Усього            | Усього            | 37        | 4         | 3         | 1     | 0     | 0     | —         | —         | —         |               | 1             | 1             | ?             | 39     | 5      | 3      |
| «Кубань» | ПФНЛ              | 2006              | 4         | 1         | ?         | 0     | 0     | 0     | —         | —         | —         | —             | —             | —             | —             | 4      | 1      | ?      |
| «Кубань» | ПФНЛ              | 2005              | 1         | 0         | ?         | 2     | 0     | ?     | —         | —         | —         | —             | —             | —             | —             | 3      | 0      | ?      |
| «Кубань» | ПЛ                | 2004              | 0         | 0         | 0         | 0     | 0     | 0     | —         | —         | —         | ПД            | 9             | 2             | ?             | 9      | 2      | ?      |
| «Кубань» | Усього            | Усього            | 5         | 1         | ?         | 2     | 0     | ?     | —         | —         | —         |               | 9             | 2             | ?             | 16     | 3      | ?      |
| «Дніпро-2» | 2Л                | 03-04             | 18        | 7         | ?         | —     | —     | —     | —         | —         | —         | —             | —             | —             | —             | 18     | 7      | ?      |
| «Дніпро-2» | 2Л                | 02-03             | 6         | 1         | ?         | —     | —     | —     | —         | —         | —         | —             | —             | —             | —             | 6      | 1      | ?      |
| «Дніпро-2» | Усього            | Усього            | 24        | 8         | ?         | —     | —     | —     | —         | —         | —         |               | —             | —             | —             | 24     | 8      | ?      |
| Усього за кар'єру | Усього за кар'єру | Усього за кар'єру | 199       | 59        | 12        | 10    | 2     | ?     | 17        | 4         | 1         |               | 28            | 15            | ?             | 254    | 80     | 13     |
| 2Л — друга ліга; ПЛ — Прем'єр-ліга; ПД — першість дублерів; ПФНЛ — першість футбольної національної ліги; ВЛ — вища ліга; МП — молодіжна першість; СУ — суперкубок України. |                   |                   |           |           |           |       |       |       |           |           |           |               |               |               |               |        |        |        |
| Останнє оновлення 19 липня 2014. |                   |                   |           |           |           |       |       |       |           |           |           |               |               |               |               |        |        |        |

### Збірна
Грав в складі юнацької збірної України U-17, за яку провів 6 матчів та забив 1 м'яч. Потім виступав за юнацьку збірну U-18, де відзначився майже стовідсотковими забивними здібностями — у дев'ятьох проведених матчах забив вісім голів. Із 2007 року Олексій виступав й у складі молодіжної збірної України, зіграв 9 матчів, де забив 4 голи. За національну збірну України Антонов дебютував 10 серпня 2011 року у товариському матчі проти Швеції, будучи ще гравцем дніпропетровського «Дніпра». Олексій не вийшов на матч у стартовому складі, залишившись на лавці запасних. Матч проходив на українському стадіоні «Металіст», що в Харкові. На той час збірну головував видатний футболіст та відомий тренер Олег Блохін. Цей товариський матч мав допомогти збірній України підготуватися до домашнього чемпіонату Європи 2012 року, однак у грі не змогло узяти участь велика кількість гравців основного составу, дехто через травми, а дехто через те, що був не у найкращій формі. Через це гості узяли ініціативу на себе, а «жовто-блакитні» діяли, здебільшого на контратаках. Перший матч завершився нічийним рахунком 0:0. У першій половині другого тайму, на 58-й хвилині матчу, Антонов вперше вийшов на поле у складі збірної України, замінивши Андрія Шевченка. Він був не першим дебютантом у матчі, через п'ятнадцять хвилин вийшов ще один футболіст — натуралізований бразилець, Едмар Галовський де Ласерда. Однак, українській команді так і не вдалося відкрити рахунок у матчі, а на останніх хвилинах швед, Тобіас Гисен забив гол у ворота Андрія Диканя. Після цього матчу до збірної Олексія не запрошували.
Після вдалої гри Антонова в одеському «Чорноморці» як у матчах чемпіонату, так і в єврокубкових змаганнях у ЗМІ з'явилася інформація, що Олексія візьмуть все ж таки до збірної перед осінніми матчами кваліфікаційного раунду до Чемпіонату світу 2014, але головний тренер збірної, Михайло Фоменко, на пряме запитання журналістів про участь Антонова у цьому турнірі відповів: На все треба час. У нього наразі спостерігається сплеск у грі, але все оцінюється стабільністю виступів гравця. Вже навесні наступного року, 14 травня, Олексія, разом із іншими 30-та українськими футболістами, Михайло Фоменко викликав до лав національної збірної на навчально-тренувальний збір. Однак, окрім Антонова, серед претендентів на позицію нападника в основному складі головної команди країни були Євген Селезньов та Роман Зозуля з дніпропетровського «Дніпра», а також Марко Девич із казанського «Рубіну». Матч, який провела збірна України під час збору відбувся 22 травня проти національної збірної Нігеру. Разом з Олексієм на той час у лавах національної збірної країни перебували також кілька його одноклубників з одеської команди — воротар та капітан команди, Дмитро Безотосний та вихованець «моряків», захисник Євген Зубейко. У день матчу Олексій був випущений головним тренером команди на поле у стартовому складі й Антонов, після трьох років перерви знову вийшов на поле стадіону «Динамо» імені Валерія Лобановського, як гравець національної збірної України. Усього у футболці жовто-блакитних Олексій відіграв 46 хвилин і вже на початку другого тайму, при рахунку 1:0 на користь українців був замінений на Романа Зозулю. Уже після завершення сезону з'явилася інформація, що українським футболістом зацікавився французький футбольний клуб «Олімпік» з міста Ліон, із яким «моряки» того року двічі зустрілися в 1/16 Ліги Європи. Однак, футболіст під час інтерв'ю з цього приводу не підтвердив та й не спростував цю інформацію.

#### Матчі
| 01 | 1 червня 2007     | Київ      | «Динамо» імені В. Лобановського | Туреччина (U-21)   | 1-2 | Євро 2009, кваліфікація |          |    |  | [джерело?] |
| 02 | 6 червня 2007     | Харків    | Металіст                        | Вірменія (U-21)    | 4-0 | Євро 2009, кваліфікація |          |    |  | [джерело?] |
| 03 | 21 серпня 2007    | ?         | ?                               | Ізраїль (U-21)     | 1-1 | Товариський матч        |          | ?' |  | [джерело?] |
| 04 | 23 серпня 2007    | ?         | ?                               | Молдова (U-21)     | 3-1 | Товариський матч        | ?'       |    |  | [джерело?] |
| 05 | 12 вересня 2007   | Єреван    | Республіканський стадіон        | Вірменія (U-21)    | 2-0 | Євро 2009, кваліфікація |          |    |  | [джерело?] |
| 06 | 14 жовтня 2007    | Стамбул   | Шюкрю Сараджоглу                | Туреччина (U-21)   | 0-2 | Євро 2009, кваліфікація |          |    |  | [джерело?] |
| 07 | 17 жовтня 2007    | Ешен      | Спортпарк Ешен-Маурен           | Ліхтенштейн (U-21) | 1-3 | Євро 2009, кваліфікація | 45', 65' | ?' |  | [джерело?] |
| 08 | 17 листопада 2007 | Запоріжжя | Славутич Арена                  | Ліхтенштейн (U-21) | 5-0 | Євро 2009, кваліфікація | 54'      |    |  | [джерело?] |
| 09 | 21 листопада 2007 | Запоріжжя | Славутич Арена                  | Чехія (U-21)       | 0-2 | Євро 2009, кваліфікація |          |    |  | [джерело?] |

Усього: 9 матчів; 5 перемог, 1 нічия, 3 поразки.
| 01 | 10 серпня 2011 | Харків | Металіст                        | Швеція | 0-1 | Товариський матч |  |  |  | [ 45 ] [ 46 ] |
| 02 | 22 травня 2014 | Київ   | «Динамо» імені В. Лобановського | Нігер  | 2-1 | Товариський матч |  |  |  | [ 42 ] [ 43 ] |

Усього: 2 матчі; 1 перемога, 1 поразка.

### Тренерська кар'єра
У травні 2020 року поповнив тренерський штаб одеського «Чорноморця». З 18 лютого 2021 року Антонов став виконувачем обов'язки головного тренера одеської команди. 2 березня 2021 року Антонова офіційно призначили головним тренером «Чорноморця».

## Титули та досягнення

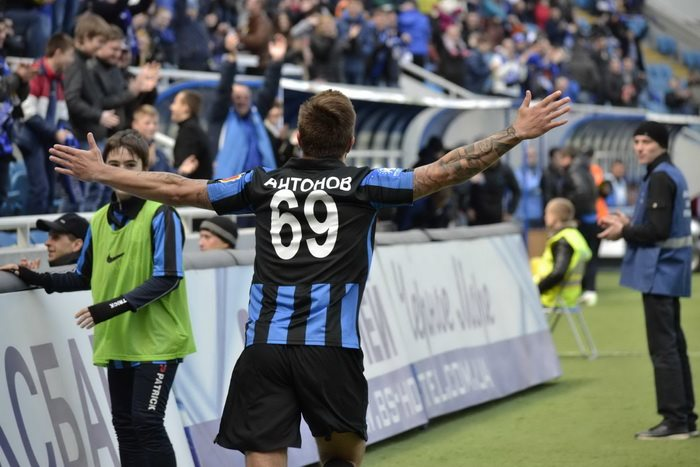
Антонов святкує гол під час матчу із запорізьким «Металургом», 6 квітня 2014 року

### Командні

#### Україна
«Металіст» Харків:
- Бронзовий призер Прем'єр-ліги чемпіонату України (2): 2006–2007, 2009–2010

«Чорноморець» Одеса:
- Півфіналіст Кубка України (1): 2013–2014

#### Росія
«Кубань»:
- Срібний призер першості футбольної національної ліги (1): 2006

### Індивідуальні
- Найкращий бомбардир сезону ФК «Чорноморець» Одеса (1): 2013–2014